# Sclerolinum major
Sclerolinum major — вид багатощетинкових кільчастих червів родини Погонофори (Siboglinidae). Абісальний вид, що поширений в Карибському морі на глибині близько 600 м.